# يوحنا كرونشتادت
يوحنا كرونشتادت (بالروسية: Иоа́нн Кроншта́дтский؛ بالإنجليزية: John of Kronstadt) واسمه الكامل يوحنا إليتش سيرجيف (بالروسية: Иоа́нн Ильи́ч Се́ргиев؛ بالإنجليزية: John Iliytch Sergieff) (31 أكتوبر 1829 - 2 يناير 1909) كان رئيس كهنة روسي وعضوا في المجمع المقدس للكنيسة الروسية الأرثوذكسية. أُعلن يوحنا قديسا في الكنيسة الأرثوذكسية الشرقية ولُقّب بـالبار والصالح.
اشتهر باعترافاته الجماعية، وبعديد المعجزات، إضافة لأعماله الخيرية، ومناهضته للشيوعية وتأييده للملكيانية وبنزعته الشوفينية وبمعاداة السامية.

## طفولته ودراسته
ولد يوحنا في قرية سورا في منطقة أرخانغلسك في 31 أكتوبر 1829 لعائلة فقيرة ومتدينة. والده كان خادما في الكنيسة. عند ولاته، بدا الطفل هزيلا ونحيلا؛ الأمر الذي جعل والديه يسارعان إلى تعميده خشية موته. سُمي يوحنا، على اسم القديس يوحنا من ريلا، الذي كان عيده يومذاك.
كان في بادئ الأمر يعاني صعوبة في التعلم، لكنه تغير بعد ذلك وصار من المتفوقين في مدرسته في أرخانغلسك ما أهله إلى حصد منحة دراسية للالتحاق بأكايمية سانت بطرسبرغ اللاهوتية.

## الكهنوت

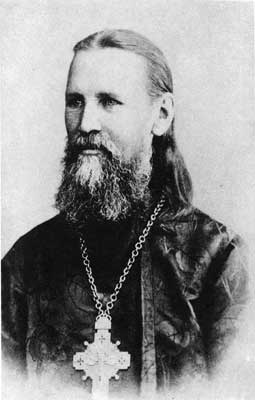
صورة للقديس يوحنا كرونشتادت.

رُسم يوحنا كاهنا في 12 ديسمبر 1855 في كاتدرائية القديس أندراوس في كرونشتادت، ليصبح كاهنا تقيا قضى حياته في الصلاة وخدمة الفقراء.
آنذاك، كانت مدينة كرونشتادت ميناء عسكريا وكانت مدينة سيئة السمعة؛ إذ أن الجريمة كانت حقيقة يومية فيها، كونها كانت مستقرا للكثير من اللصوص والمجرمين والمتسولين. أضف إلى ذلك ما كان يعانيه السكان من ظلم اجتماعي.. وعليه، كرس يوحنا نفسه لهؤلاء المحرومين والمحتقرين في المجتمع. إذ فعل كل ما باستطاعته لمساعدتهم ماديا ومعنويا. فكان يزورهم ويعزيهم وينصحهم مما أكسبه صفة "خادم للمنبوذين والمحرومين".

## صانع للمعجزات
أول معجزة معروفة ليوحنا كانت وشفاءه بصلواته لأحد المرضى بناء على طلب أحد أقارب الأخير.
بعد ذلك، سرعان ما اكتسب سمعة طيبة؛ إذ كان الناس يأتون إليه من جميع أنحاء الإمبراطورية الروسية لمقابلته: أرثوذكسا بل وأيضا من غير المسيحيين؛ مسلمين ويهودا.. أُحصي مئات من حالات الشفاء جرت بواسطته: مكفوفين ومعانين من الاضطرابات النفسية وغيرهم.
أقام يوحنا طقوسا يومية جذبت الآلاف من الناس. كما أن آلافا أخرى بعثت له برسائل وبرقيات، لدرجة أن مكتب بريد كرونشتادت فتح خدمة بريدية خاصة به في المقر.
بما جمعه من مال من التبرعات، بنى يوحنا كنيسة ومدرسة وورشات عمل وملجأ يقدم الطعام لألف فقير يوميا. كما أسس ديرين: الأول في قريته الأم والآخر في سانت بطرسبرغ، وهو دير القديس يوحنا من ريلا.
في 17 أكتوبر 1894، اُستدعي إلى قصر الإمبراطور ألكسندر الثالث في القرم، إذ كان يحتضر، لمناولته القربان ومسحه مسحة المرضى في 20 أكتوبر.

## الوفاة
اتسمت أيام الأب يوحنا الأخيرة بالمرض، إذ أن أعماله الرعوية أرهقته، لكنه لم يشتكي من ألمه. في 23 ديسمبر 1908، ولكونه شديد المرض، ترأس قداسه الأخير.
توفي في صباح 2 يناير (الموافق لـ20 ديسمبر حسب التقويم اليولياني). وإذ كانت جنازته حاشدة؛ تصافت الشرطة على طول موكب الجنازة لاحتواء الناس.
ترأس الطقوس أنطوني، مطران سانت بطرسبورغ، والذي كان على خلاف مع يوحنا حول موقفه من الحملات الإصلاحية في الكنيسة الروسية.

## التطويب
في 12 يناير 1909، نشر الإمبراطور نيقولا الثاني مرسوما طلب بموجبه من المجمع المقدس تخصيص يوم للصلاة في كل ذكرى سنوية لوفاته اعترافا بما قدمه للكنيسة. لكن إعلان قداسته تأخر بسبب الثورة الروسية، وما رافقها من اضطهاد للكنيسة؛ فلم تعلن قداسته إلا عام 1964 من قبل الكنيسة الروسية في الخارج وأكدت عام 1990 من بطريركية موسكو.
في عام 2009، وبمناسبة الذكرى 180 لميلاده، نُظم احتفال كبير في سانت بطرسبرغ، قال فيه البطريرك كيريل:
144 كنيسة عبر العالم كُرست على اسمه كما وأُنشئ له متحف تذكاري في سانت بطرسبرغ.

## من أقواله
- أن تغضب من شخص ما بسبب أمر مادي؛ يعني أنك تفضل هذه المادة على أخيك. لكن ما هو المفضل على الإنسان؟ ما من شيء على وجه المسكونة أنبل من الإنسان.
- إن تطور الذكاء العقلي دون ذاك الذي في القلب، لأمر جد ضار بالنسبة للتعليم: فحكمةالقلب هي التي ينبغي أن تتشكل قبل كل شيء.
- ما الذي سيبدر منا لو لم تكن النعمة الإلهية معنا لتحذيرنا، إذا لم تخترق فجأة وبطريقة غير متوقعة كياننا كله إثر ما ارتكبناه من خطايا، وإذا لم تدفعنا للتوبة وذرف الدموع؟

## وصلات خارجية
طروبارية القديس يوحنا كرونشتادت